# Breaking In (série télévisée)
Pour les articles homonymes, voir Breaking In.
Breaking In (stylisé BREAKING_IN) est une série télévisée américaine en vingt épisodes de 22 minutes créée par Adam F. Goldberg dont 12 épisodes ont été diffusés entre le 6 avril 2011 et le 3 avril 2012 sur le réseau FOX et au Canada sur le réseau CTV.
La série est inédite dans tous les pays francophones.

## Synopsis
Cameron est un petit génie de l'informatique, qui, grâce à ses compétences, a réussi à pirater le système informatique de sa fac. Ce qui lui garantit une vie de pape sur le campus, les meilleures notes, et zéro frais d'inscription. Son petit manège tourne parfaitement jusqu'à ce qu'il rencontre Oz, le patron d'une entreprise pas comme les autres. En effet, elle est spécialisée dans le braquage de ses clients pour tester leur système de sécurité.

## Distribution

### Acteurs principaux
- Christian Slater : Ferris Oswald « Oz » Osbourne
- Bret Harrison : Cameron Price
- Alphonso McAuley (en) : Cassius « Cash » Sparks
- Odette Annable : Melanie Garcia (saison 1 - récurrente saison 2)
- Megan Mullally : Veronica « Ronnie » Judith Mann (saison 2)
- Erin Richards : Molly Marie Hughes (saison 2)

### Acteurs récurrents
- Jennifer Irwin (en) : « Creepy » Carol
- Trevor Moore : Josh Armstrong (saison 1)
- Michael Rosenbaum : Dutch Nilbog (saison 1 - saison 2, épisode 13)
- Terrell Lee : Buddy Revell (saison 2)
- Lance Krall : Ricky Borten (saison 2)

### Invités
- Alyssa Milano : Amy Kyleen Osbourne (saison 1, épisode 2 et saison 2, épisode 8)
- Luenell Campbell : Lunch Truck Lady (saison 1, épisodes 2)
- Aly Wong : Anna Ng (saison 1, épisodes 2, 4 et 6)
- Jimmie Johnson : lui-même (saison 1, épisode 3)
- Ted McGinley : Larry Garcia (saison 1, épisode 4)
- Mike Tyson : lui-même (saison 1, épisode 7)
- Nora Kirkpatrick : Patty "Fatty" Boggs (saison 1, épisode 7)
- Roddy Piper : Mr Weller (saison 2, épisode 1)
- Josh Meyers : Abe Fohrman (saison 2, épisode 2)
- Sean Patrick Flanery : Henry Jones (saison 2, épisodes 4 et 5)
- Samm Levine : Henry Shaw (saison 2, épisodes 6 et 12)
- James Gunn : lui-même (saison 2, épisode 6)
- Fred Willard : Marty Mann (saison 2, épisode 7)
- David Hanson : lui-même (saison 2, épisode 9)
- Steve Carlson : lui-même (saison 2, épisode 9)
- Tony Hawk : lui-même (saison 2, épisode 10)
- Alyson Michalka : Heather jeune (saison 2, épisode 10)
- Perrey Reeves : Heather O'Brien (saison 2, épisode 10)
- Martin Starr : Bobby Fettman (saison 2, épisode 13)
- Peter Mayhew : lui-même (saison 2, épisode 13)
- Ray Park : Todd (saison 2, épisode 13)

## Production

### Développement
En octobre 2009, Fox a annoncé la commande d'un épisode pilote d'une comédie avec pour créateur et scénariste Adam F. Goldberg. En janvier 2010, Bret Harrison est le premier acteur à rejoindre la série. La série a pour titre Titan Team. En mars, Alphonso McAuley a rejoint le pilote, désormais intitulé Security. Odette Annable a intégré la série quelques semaines plus tard. Le casting principal s'est achevé à la fin du mois de mars avec l'ajout de Christian Slater. En novembre 2010, le réseau a officiellement commandé la série sous le nouveau titre officiel de Breaking In avec la commande de 7 épisodes. Michael Rosenbaum a fait une apparition dans l’épisode pilote mais les producteurs étaient «très heureux de la performance de l'acteur » qu'il a par la suite été ajouté à la distribution principale. 
Le 10 mai 2011, la chaîne a mis fin à la série. Cependant, le 30 juin 2011, il a été annoncé que la Fox avait choisi de prolonger le contrat des acteurs de la série jusqu'au 15 novembre. Cela signifie donc que jusqu'à cette date, elle peut décider, ou non, de commander une saison 2. D'un autre côté, la chaîne décide de ne pas commander Family Album et Little in Common ce qui laisse plus d’espoir pour Breaking In . Le 24 août 2011, la chaîne a officiellement renouvelée pour une deuxième saison de 13 épisodes.
Il a été confirmé que seul Christian Slater, Bret Harrison et Alphonso McCauley reviendrait dans la deuxième saison de la série. Odette Annable qui a entre-temps intégré la distribution de la huitième et dernière saison de Dr House serait de retour pour une poignée d'épisodes tandis que Michael Rosenbaum apparaîtrait dans le dernier épisode de la saison. En outre, Megan Mullally et Erin Richards seraient les nouvelles actrices principales de la série. La seconde saison qui était diffusée depuis le 6 mars 2012 pour cinq épisodes durant la pause hivernale de la série Glee devait originellement revenir dès le 24 avril 2012 après la finale de Raising Hope mais la série a été mise de côté le 11 avril 2012 après la diffusion de cinq épisodes. Bien que les épisodes restants pourraient être diffusés durant l'été Fox a officiellement mis fin à la série le 10 mai 2012 et a annoncé que les huit épisodes restants ne seraient pas diffusés.

### Fiche technique
Source : IMDb
- Titre original : Breaking In
- Création : Adam F. Goldberg et Seth Gordon
- Réalisation :
- Scénario :
- Direction artistique :
- Décors :
- Costumes :
- Photographie : David Hennings
- Montage : Gregg Featherman
- Musique : Michael Wandmacher
- Casting :
- Production : Barbara Brace, Mary Rohlich, Chris Bishop, Seth Gordon, Adam Sandler et Doug Robinson
  - Production exécutive :
- Sociétés de production : Happy Madison Productions et Sony Pictures Television
- Sociétés de distribution (télévision) : Fox Broadcasting Company
- Pays d'origine :  États-Unis
- Langue originale : anglais
- Format : Couleur - 1,78 : 1 - son stéréo
- Genre : humoristique
- Durée : 22 minutes

## Épisodes

### Première saison (2011)
1. Titre français inconnu (Pilot)
2. Titre français inconnu (Tis Better to Have Loved and Flossed)
3. Titre français inconnu (The Need For Speed)
4. Titre français inconnu (White on White on White)
5. Titre français inconnu (Take the Movie and Run)
6. Titre français inconnu (Breaking Out)
7. Titre français inconnu (21.0 Jump Street)

### Deuxième saison (2012)
1. Titre français inconnu (The Contra Club)
2. Titre français inconnu (Who's the Boss)
3. Titre français inconnu (The Blind Sided)
4. Titre français inconnu (Game of Jones)
5. Titre français inconnu (Cyrano de Nerdgerac)
6. Titre français inconnu (Double Dragon)
7. Titre français inconnu (Risky Business)
8. Titre français inconnu (The Legend of Herley's Gold)
9. Titre français inconnu (Chasing Amy and Molly)
10. Titre français inconnu (Heathers)
11. Titre français inconnu (The Hungover)
12. Titre français inconnu (The Nat'ral)
13. Titre français inconnu (Episode XIII)

## Accueil
Le pilote a attiré 9,82 millions de téléspectateurs aux États-Unis et 1,262 millions au Canada. Les épisodes suivants de la première saison diffusés le mercredi se sont tenus au-dessus de la barre du 7 millions, sauf le dernier épisode, diffusé un mardi, qui n'a attiré que 3,18 millions de téléspectateurs.
La deuxième saison a débuté avec 3,6 millions de téléspectateurs et a baissé jusqu'à 2,55 millions au cinquième épisode avant l'annulation.